# 郭声琨
郭声琨（かく せいこん、簡体字：郭声琨、繁体字：郭聲琨、英語：Guo Shengkun、グオ・シェンクン、1954年10月16日 - ）は、中華人民共和国の政治家。広西チワン族自治区党委員会書記、公安部長・党委員会書記、党中央政治局委員、党中央政法委員会書記、国務委員を歴任した。第16・17期党中央候補委員、第18期中央委員、第19期中央政治局委員である。

## 経歴
1954年10月16日に江西省興国県に誕生する。1973年から1977年に知識青年として江西省興国県五里亭公社に下放した。1977年に江西冶金学院（現在の江西理工大学）砿業学部選砿学科に入学し、1979年に卒業した。
1979年から1985年、冶金部画眉坳タングステン鉱山機選車間技術員、工段長、党支部書記、生產副主任、行政副主任、主任などを歴任する。1985年、中国有色金属工業総公司画眉坳タングステン鉱山鉱長。1990年から鉱山鉱長と、貴渓銀鉱建設指揮部総指揮、党委員会書記を兼任。
1992年から1993年、中国有色金属工業総公司貴渓銀鉱鉱長、党委書記。1993年から1997年、中国有色金属工業総公司南昌公司経理、党組書記。
1994年から1996年、中南工業大学（現在の中南大学）管理工程系管理工程管理学修士課程修了。
1995年9月から1996年7月、中央党校一年制中青年幹部培訓班に入学。
1997年から1998年、中国有色金属工業総公司副総経理、党組成員。
1998年から1999年、国家有色金属工業局党組成員。
1999年から2000年、国家有色金属工業局副局長、党組成員。
2000年から2001年、国務院国有重点大型企業監会主席、中国アルミニウム籌備組組長。
2001年から2004年、中国アルミニウム総経理、党組書記と中国アルミニウム股份有限公司代表、会長を兼任。
2002年3月から2002年5月、中共中央党校省部級幹部進修班に入学する。
2003年から2007年、北京科技大学管理科学と工程専業管理学博士課程修了。
2004年から2007年、広西チワン族自治区党委員会副書記、自治区政府副主席、党組副書記。
2007年から2008年、広西チワン族自治区党委員会書記。
2008年から2012年、広西チワン族自治区党委員会書記、区人大常委会主任。
2012年から2013年、公安部長、党委員会書記、総警監、武装警察第一政治委員。
2013年から2015年、国務委員、国務院党組成員、党中央政法委員会副書記、公安部長、党委員会書記、総警監、武警第一政治委員。
2017年10月、第19回党大会において党中央委員に再選し、第19期1中全会において党中央政治局委員に選出。同月、党中央政法委員会書記への昇任が確認された。11月4日、第12期全人代常務委員会第30回会議において公安部部長の職務を解かれた。